# Ljusne
Ljusne är en tätort, tillika kyrkort i Ljusne församling, Söderhamns kommun, Gävleborgs län, Hälsingland. 
Samhället ligger 13 kilometer söder om Söderhamn och är en gammal bruksort, belägen vid Ljusnans utlopp i Bottenhavet.

## Befolkningsutveckling
| Befolkningsutvecklingen i Ljusne 1960–2020 | Befolkningsutvecklingen i Ljusne 1960–2020 | Befolkningsutvecklingen i Ljusne 1960–2020 | Befolkningsutvecklingen i Ljusne 1960–2020 | Befolkningsutvecklingen i Ljusne 1960–2020 |
| ------------------------------------------ | ------------------------------------------ | ------------------------------------------ | ------------------------------------------ | ------------------------------------------ |
|                                            |                                            |                                            |                                            |                                            |
| År                                         |                                            |                                            | Folkmängd                                  | Areal (ha)                                 |
| 1960                                       | 1960                                       |                                            | 3 770                                      |                                            |
| 1965                                       | 1965                                       |                                            | 3 652                                      |                                            |
| 1970                                       | 1970                                       |                                            | 3 748                                      |                                            |
| 1975                                       | 1975                                       |                                            | 3 578                                      |                                            |
| 1980                                       | 1980                                       |                                            | 3 480                                      |                                            |
| 1990                                       | 1990                                       |                                            | 3 022                                      | 383                                        |
| 1995                                       | 1995                                       |                                            | 2 763                                      | 387                                        |
| 2000                                       | 2000                                       |                                            | 2 367                                      | 387                                        |
| 2005                                       | 2005                                       |                                            | 2 155                                      | 388                                        |
| 2010                                       | 2010                                       |                                            | 1 917                                      | 395                                        |
| 2015                                       | 2015                                       |                                            | 1 946                                      | 317                                        |
| 2020                                       | 2020                                       |                                            | 1 992                                      | 377                                        |
|                                            |                                            |                                            |                                            |                                            |

## Näringsliv
De stora arbetsplatserna har historiskt sett funnits inom järn- och träindustrin. Bergvik och Ala AB ägde ett stort sågverk i Ala och Ljusne-Woxna AB drev bland annat plywood-, board-, och kättingfabriker. Idag är endast sågverket fortfarande i drift efter att kättingfabriken gått i konkurs 2003. Sågverket ägs av Stora Enso. Annat näringsliv på orten är en dagligvarubutik, två pizzerior och många småföretag bundet till sågverket eller industrier i grannbyarna.

## Kulturliv
Ljusne var tidigare hemort för sångaren och bandyspelaren Gösta "Snoddas" Nordgren som var aktiv inom musiken från 1950-talet fram till sin död år 1981.
Årligen anordnas den så kallade Jungfruveckan med hänvisning till ön Storjungfrun som ligger en bit ut från kusten. Under veckan som anordnas kring skiftet juni-juli hålls det olika tävlingar och tillställningar runt om i Ljusne, oftast anordnade av lokala aktörer. I anslutning till Jungfruveckan anordnas även Ljusnerocken (även kallad Rock i Parken) där oftast lokala mindre band uppträder för publik i Bruksparken.
Sedan 2008 har kulturföreningen Konstkraft varit verksamma i en av ortens nedlagda kättingfabrik, där man ställer ut olika konstverk och där man från 2018 kommer att ha en permanent utställning med konstnären Lennart Plahns verk.

## Ljusne i populärkulturen
Love Explosions låt Stockholm City handlar om en kille som grämer sig över att han måste flytta från Ljusne till Stockholm för att det inte finns arbeten i Ljusne.

## Galleri

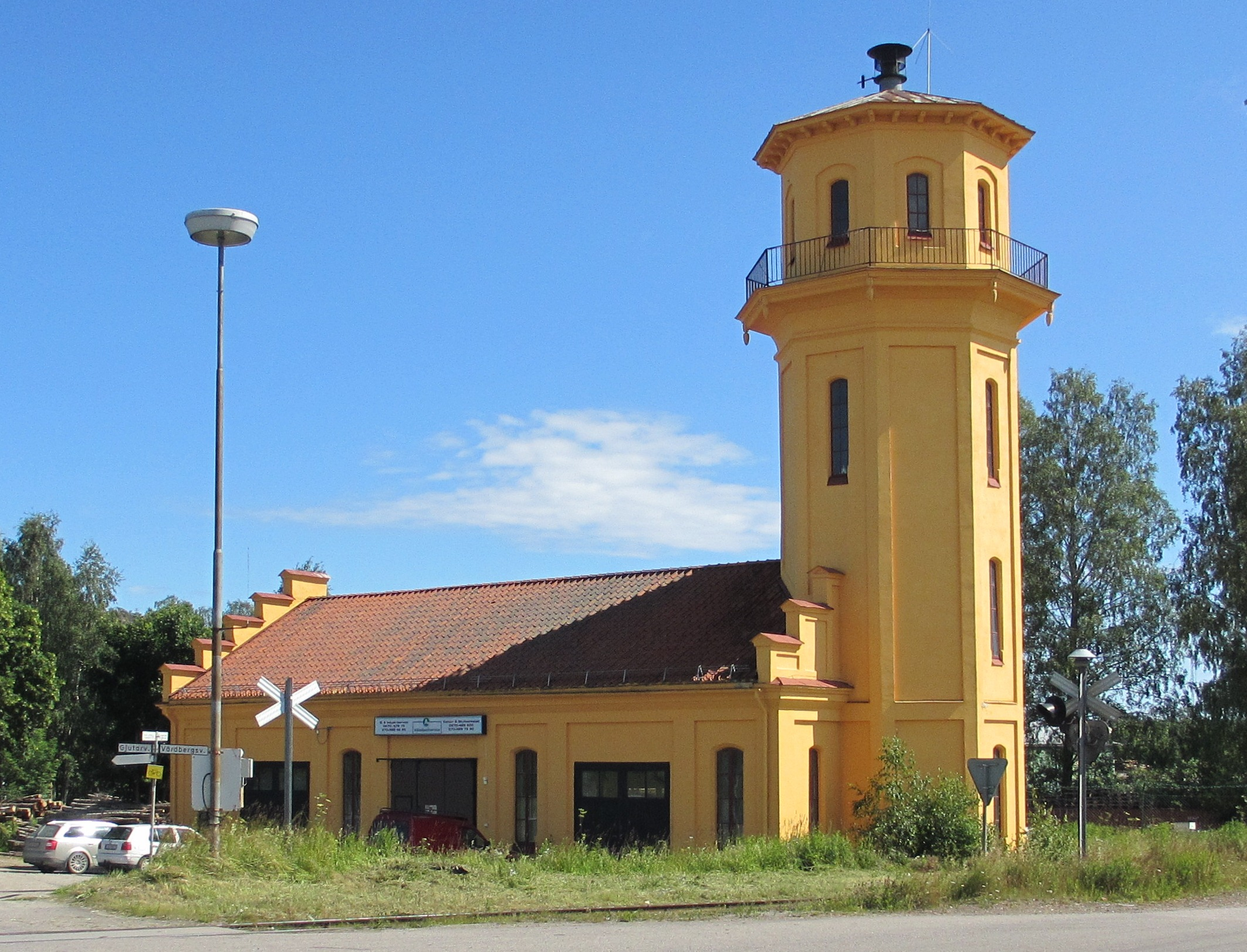
Gamla brandstationen i Ljusne.
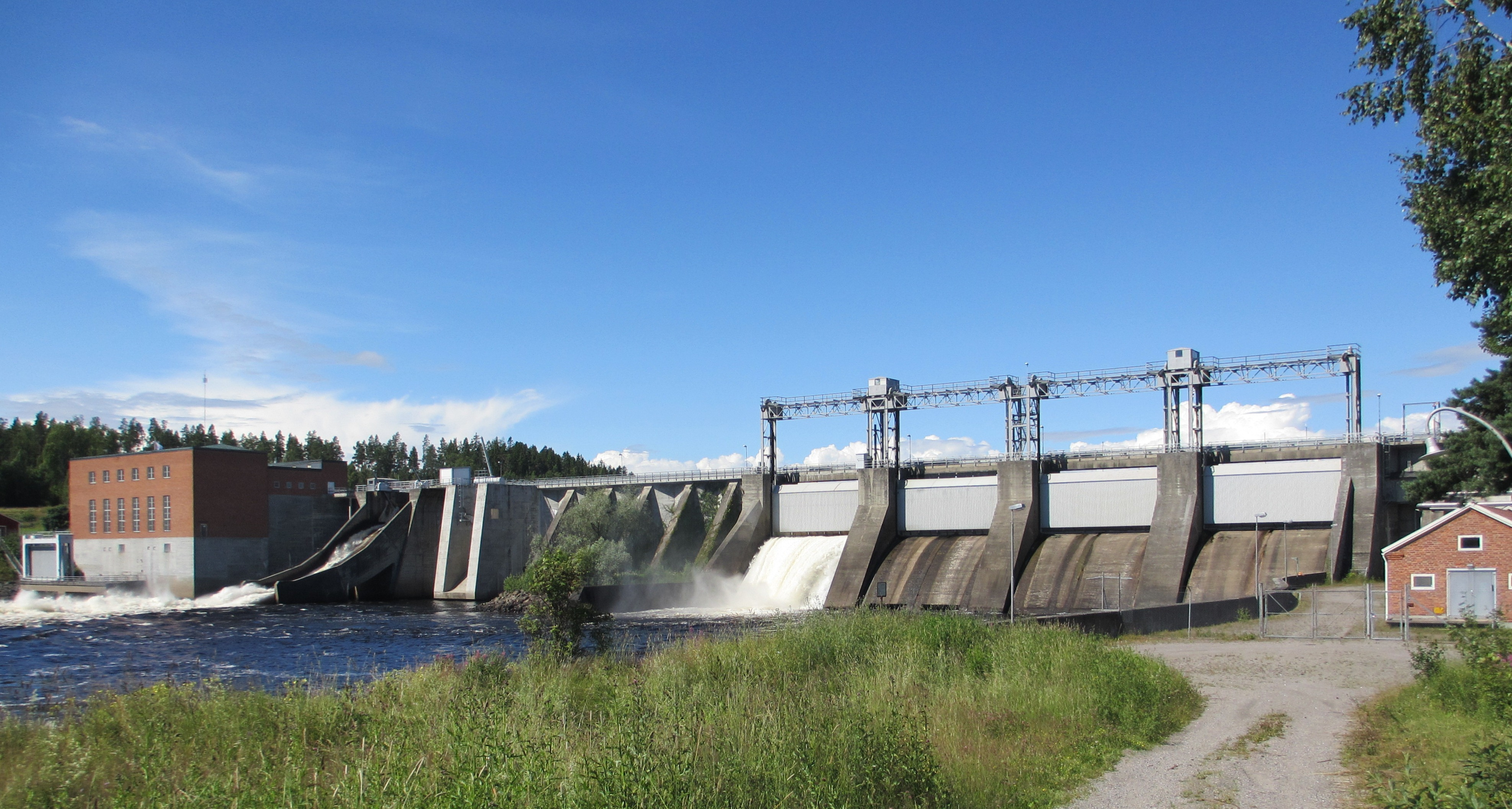
Fortums vattenkraftverk Ljusne strömmar.